# Adiponectina
L'adiponectina (indicata anche come GBP-28, apM1, AdipoQ e Acrp30 o, ancora, liponectine) è una proteina della famiglia delle citochine che, nel genere umano, è codificata dal gene ADIPOQ.
Fu scoperta nel 1995 da quattro diversi gruppi di ricerca che lavoravano indipendentemente l'uno dall'altro.

## Funzione
L'adiponectina è un ormone proteico che modula alcuni processi metabolici, inclusa la regolazione del glucosio e il catabolismo degli acidi grassi.
L'adiponectina è secreta unicamente dal tessuto adiposo nel flusso sanguigno ed è molto abbondante nel plasma sanguigno in funzione di altri ormoni. I livelli di presenza dell'ormone sono inversamente collegati con la percentuale di grasso nel corpo degli adulti, gli obesi, infatti, producono livelli più bassi di questo ormone rispetto a individui normopeso, mentre non è ancora stata chiarita un'analoga associazione nei bambini. L'adiponectina promuove l'ossidazione degli acidi grassi nei muscoli, ne riduce l'apporto al fegato e il contenuto di trigliceridi e diminuisce la produzione di glucosio a livello epatico. I suoi recettori sono AdipoR1 e AdipoR2 che si trovano particolarmente nel muscolo e nel fegato. I recettori per l'adiponectina legando questo ormone inviano segnali a valle che attivano la AMPK (protein chinasi attivata da AMP, che non va confusa con la proteina chinasi A: PKA) che a sua volta fosforila l'Acetil-CoA carbossilasi, diminuendo la sintesi degli acidi grassi.
Effetto complessivo: 
L'anabolismo è bloccato: il fegato inibisce la sintesi di acidi grassi e colesterolo. 
Il catabolismo è attivato: viene promossa la Beta ossidazione degli acidi grassi, stimola i recettori Glut1 e Glut4 per internalizzare glucosio nelle cellule, diminuendo di conseguenza la produzione di glucosio a livello epatico. Stimola a livello dell'ipotalamo la secrezione di peptidi anoressigenici, riducendo il senso di fame.
Dal 2009 la proteina è oggetto di studio nell'ambito di ricerche volte alla comprensione dei disturbi cardiovascolari.